# James F. Tent
James Foster Tent (geboren 15. Januar 1944; gestorben 25. Juni 2018) war ein US-amerikanischer Historiker.

## Leben
James F. Tent graduierte 1966 am Dartmouth College und studierte Geschichtswissenschaft an der University of Wisconsin, verfasste 1969 die Master-Arbeit German social democracy and the general strike 1890–1914 und wurde 1973 mit der Dissertation Eugen Richter, Manchester liberal and German statesman promoviert. Tent lehrte seit 1974 an der University of Alabama at Birmingham (UAB) in Birmingham Neue europäische Geschichte, Deutsche Zeitgeschichte, Militärgeschichte und Geschichte des Kalten Krieges. Er wurde 1990 Professor und war von 2002 bis 2008 Dekan des History Departments, dazu Mitglied des Aufsichtsrats der UAB. 2010 wurde er emeritiert.
Tent hat mehrere Monographien und zahlreiche Rezensionen zur deutschen Geschichte des 20. Jahrhunderts veröffentlicht. Sein Forschungsschwerpunkt war die deutsche Nachkriegsgeschichte.
Tent war historischer Fachberater für ein Filmprojekt der BBC und des NDR und war Kommentator beim History Channel.

## Schriften
- Mission on the Rhine. Reeducation and denazification in American-occupied Germany. University of Chicago Press, Chicago 1982, ISBN 0-226-79358-3.
- The Free University of Berlin. A political history. Indiana University Press, Bloomington 1988, ISBN 0-253-32666-4.
  - Freie Universität Berlin, 1948–1988. Eine deutsche Hochschule im Zeitgeschehen. Colloquium, Berlin 1988, ISBN 3-7678-0744-0.
- E-Boat alert. Defending the Normandy invasion fleet. Naval Institute Press, Annapolis, Md. 1996, ISBN 1-55750-805-4.
- Den Deutschen Freund sein. Das American Friends Service Committee und die humanitäre Hilfe im Deutschland nach 1945. Quäkerhilfe-Stiftung, Neustadt 1996.
- (Hrsg.:) Academic proconsul. Harvard sociologist Edward Y. Hartshorne and the reopening of German universities 1945–1946. His personal account. Wissenschaftlicher Verlag, Trier 1998, ISBN 3-88476-321-0.
- In the shadow of the Holocaust. Nazi persecution of Jewish-Christian Germans. University Press of Kansas, Lawrence 2003, ISBN 0-7006-1228-9.
  - Im Schatten des Holocaust. Schicksale deutsch-jüdischer „Mischlinge“ im Dritten Reich. Böhlau, Köln 2007, ISBN 978-3-412-16306-8.